# Kai Shibato
Kai Shibato (柴戸 海 Shibato Kai?, Kanagawa, 24 de noviembre de 1995) es un futbolista japonés que juega como centrocampista en el Urawa Red Diamonds.

## Trayectoria

### Clubes
| Club                          | País  | Año   |
| ----------------------------- | ----- | ----- |
| Urawa Red Diamonds            | Japón | 2018- |
| F. C. Machida Zelvia (cedido) | Japón | 2024  |

## Palmarés

### Títulos nacionales
| Título             | Club               | País  | Año  |
| ------------------ | ------------------ | ----- | ---- |
| Copa del Emperador | Urawa Red Diamonds | Japón | 2018 |
| Copa del Emperador | Urawa Red Diamonds | Japón | 2021 |
| Supercopa de Japón | Urawa Red Diamonds | Japón | 2022 |

### Títulos internacionales
| Título                      | Club               | País  | Año  |
| --------------------------- | ------------------ | ----- | ---- |
| Liga de Campeones de la AFC | Urawa Red Diamonds | Japón | 2022 |